# Заводское (Тернопольская область)
Заводское (укр. Заводське) — посёлок в Чортковском районе Тернопольской области Украины. Административный центр Заводской поселковой общины.

## История
Рабочий посёлок был построен в 1977—1981 годы после строительства сахарного завода и в 1981 году получил статус посёлка городского типа.
В январе 1989 года численность населения составляла 3041 человек.
По состоянию на 1 января 2013 года численность населения составляла 3422 человек.